# Eliezer Horowitz
Eliezer Horowitz (zm. 18 października 1860) – tarnobrzeski rabin. Założyciel lokalnej tarnobrzeskiej dysnastii chasydzkiej. Syn Naftaliego Cwi Horowica.